# Amphoricarpos
Amphoricarpos là một chi thực vật có hoa trong họ Cúc (Asteraceae).

## Loài
Chi Amphoricarpos gồm các loài: